# Степан Харбицький
Степан Казимир Харбицький (? - 8 червня 1663) — римо-католицький прелат, єпископ-помічник Львівський (1657–1663), титулярний єпископ Нікополя в Епірі (1657–1663).  

## Життєпис
Походив з шляхетського роду гербу Яструбець часів Речі Посполитої.

Парох Куявський, архідиякон Добжинський, канонік Варшавський, Львівський урядник.
19 січня 1657 року Степан Казимир Харбицький був призначений Папою Олександром VII єпископом-помічником Львівським та титулярним єпископом Нікополя в Епірі.
Був єпископом-помічником Львівським аж до своєї смерті в 1663 р. Був головним співслужителем Гаспара Тризенєського, єпископа-помічника Гнезненського.